# Antonia Marie De Meo
Antonia Marie De Meo ist eine italienisch-US-amerikanische Juristin, seit 2020 ist sie Direktorin des UN-Instituts für interregionale Kriminalitäts- und Justizforschung (UNICRI) in Turin.

## Ausbildung
Antonia Marie De Meo studierte zunächst am Wellesley College in Massachusetts, wo sie als Bachelor of Art’s abschloss. Sie erwarb einen Masterabschluss in Public Administration an der John F. Kennedy School of Government der Harvard University. An der Lewis and Clark Law School promovierte sie in Rechtswissenschaften.

## Karriere
De Meo erhielt die Zulassung als Anwältin in den Staaten Oregon  und Washington.
Von 1999 bis 2000 arbeitete sie als Strafverteidigerin und als Staatsanwältin für die Central and East European Law Initiative der American Bar Association in Moldawien. Bis 2003 war sie stellvertretende Justiziarin der Menschenrechtskammer von Bosnien und Herzegowina. Für die Organisation für Sicherheit und Zusammenarbeit in Europa (OSZE) war sie in Moldawien von 2005 bis 2007 als Beraterin für die Bekämpfung illegaler Handelspraktiken tätig.
Von 2009 bis 2011 arbeitete sie für das Büro für Projektdienste der Vereinten Nationen in Palästina, dem Irak und in Jordanien, bis 2012 im Büro des UN-Resident-Koordinators im Sudan.
De Meo bekleidete bis 2014 Führungspositionen beim Kinderhilfswerk der Vereinten Nationen (UNICEF) in Sri Lanka und dem Sudan. Anschließend war sie bis 2017 Stabschefin des Hilfswerks der Vereinten Nationen für Palästina-Flüchtlinge im Nahen Osten (UNRWA).
Von 2018 bis 2020 leitete sie die Abteilungen Menschenrechte, Transformation des Rechtssystems und Rechtsstaatlichkeit bei der United Nations Support Mission in Libyen (UNSMIL) und war Repräsentantin des Büros des Hohen Kommissars der Vereinten Nationen für Menschenrechte (OHCHR) in Libyen.
Am 30. März 2020 wurde sie von UN-Generalsekretär António Guterres als Nachfolgerin von Bettina Tucci Bartsiotas zur Direktorin des UN-Instituts für interregionale Kriminalitäts- und Justizforschung (UNICRI) in Turin ernannt.